# Prix Voies Off
Ocenění Prix Voies Off je francouzská cena udělovaná každý rok od roku 1996 začínajícímu talentovanému fotografovi.

## Seznam vítězů
- 1996: Antoine d'Agata -
- 1997: cena nebyla udělena
- 1998: Stephan Girard –
- 1999: Marcello Simeone -
- 2000: Wilfrid Estève -
- 2001: Gérard Pétremand -
- 2002: Nina Schmitz -
- 2003: Olivier Metzger -
- 2004: Vincent Debanne -
- 2005: ex-aequo Joakim Eneroth -  a Josef Schulz -
- 2006: Laetitia Tura -
- 2007: Mohamed Bourouissa -
- 2008: Sunghee Lee -
- 2009: Mirko Martin -
- 2010: Lisa Wiltse -
- 2011: Sanne Peper -
- 2012: Christian Kryl -
- 2013: Boris Eldagsen -
- 2014: Henk Wildschut
- 2015: Michel Le Belhomme - (Francie)
- 2016: Daesung Lee - Jižní Korea
- 2017: Arko Datto za Will my mannequin be home when I return
- 2018: Liza Ambrossio – Mexiko; za The Rage of Devotion
- 2019: Sanne de Wilde a Bénédicte Kurzen – Francie a Belgie; za Land of Ibeji
- 2020:
- 2021:
- 2022:
- 2023:
- 2024:
- 2025: